# Epigynopteryx aurantiaca
Epigynopteryx aurantiaca är en fjärilsart som beskrevs av Claude Herbulot 1965. Epigynopteryx aurantiaca ingår i släktet Epigynopteryx och familjen mätare. Inga underarter finns listade i Catalogue of Life.